# PSO-1

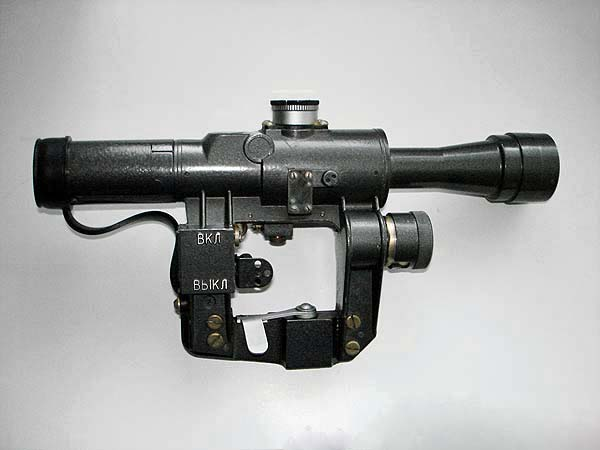
Luneta russa PSO-1M2 4×24.

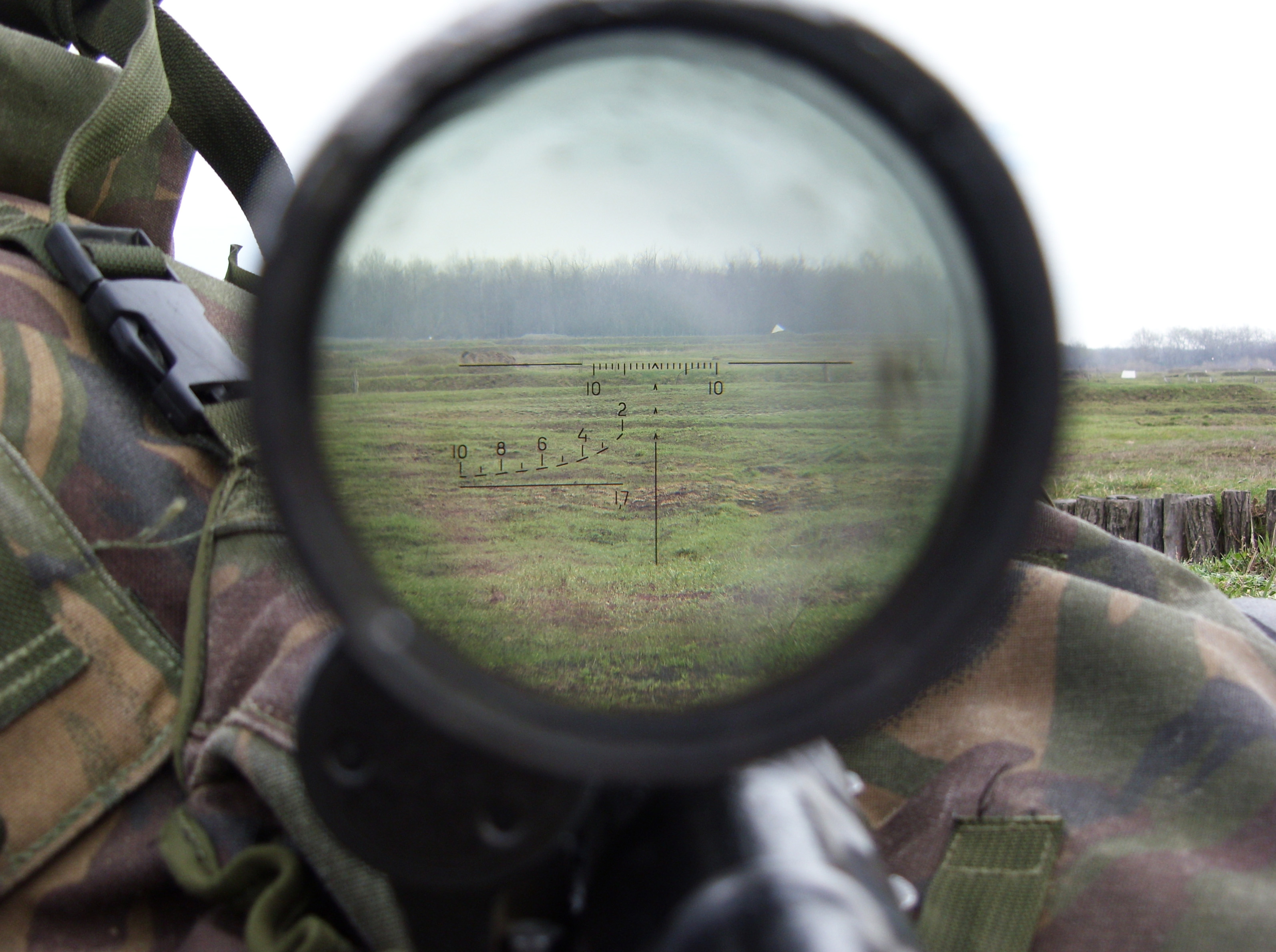
Vista através de uma mira telescópica PSO-1 montada em um fuzil SVD.

A PSO-1 (em russo:  Прицел Снайперский Оптический, transl. Pritsel Snaipersky Optichesky, "Mira Óptica de Sniper") é uma mira telescópica 4×24 e emitida para o fuzil sniper Dragunov, o qual foi introduzido em 3 de julho de 1963 na União Soviética. A luneta foi produzida na Rússia pela fábrica de instrumentos de Novosibirsk (Usina de Ópticas Estatal, NPZ).

## Projeto
O PSO-1 foi projetado especificamente para o SVD como uma mira telescópica para atividades de tiro de precisão em conjunto com a infantaria. A versão atual da mira é o PSO-1M2. Esta mira telescópica é diferente do PSO-1 original apenas porque não possui o agora obsoleto detector infravermelho, que foi usado para detectar dispositivos de visão noturna infravermelhos ativos de geração zero, como o Sniperscope M2 dos EUA. O corpo metálico do PSO-1 é feito de liga de magnésio. O PSO-1 possui um retículo iluminado em vermelho alimentado por bateria com luz fornecida por uma lâmpada de diodo simples. Possui elementos ópticos profissionalmente retificados e totalmente multirrevestidos, um acabamento de esmalte cozido para proteção contra arranhões e um guarda-sol extensível de rápida utilização.

O corpo da luneta é vedado e preenchido com nitrogênio, o que evita o embaçamento da óptica e foi projetado para funcionar dentro de uma faixa de temperatura de -50 °C a 50 °C. Para zerar a mira telescópica o retículo pode ser ajustado manipulando as torres de elevação e vento em 5 centímetros (2,0 pol) a 100 metros (109 yd) (0,5 mil ou 1,72 MOA) em incrementos.
1. Elementos ópticos oculares,
2. Sistema de ajuste horizontal e vertical,
3. Elementos eretores ópticos,
4. Elemento óptico com retículo gravado,
5. Tela detectora infravermelha,
6. Filtro de luz,
7. Elementos ópticos objetivos.

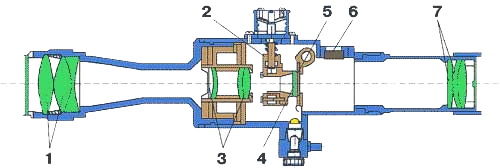
Peças da PSO-1 original. 1. Elementos ópticos oculares,
2. Sistema de ajuste horizontal e vertical,
3. Elementos eretores ópticos,
4. Elemento óptico com retículo gravado,
5. Tela detectora infravermelha,
6. Filtro de luz,
7. Elementos ópticos objetivos.

Considerada o topo das miras telescópicas militares soviéticas de montagem lateral, a qualidade da PSO-1 é superior à da maioria das outras miras telescópicas do estilo PSO. O PSO-1 não possui ajuste de foco nem controle de compensação de paralaxe. A maioria das lunetas táticas militares modernas com ampliação fixa de menor potência, como o ACOG, a mira óptica C79 ou o SUSAT - as quais são destinados a tiros rápidos de curto alcance intermediário em vez de atiradores de longo alcance - também não possuem esses recursos. As modernas miras telescópicas militares de alta qualidade com ampliação fixa destinadas a tiros de longo alcance geralmente oferecem um ou ambos desses recursos. O posicionamento do corpo da mira à esquerda da linha central do cano pode não ser confortável para todos os atiradores.

### Especificações
- Ampliação: 4×
- Diâmetro da objetiva: 24mm
- Campo de visão: 6°
- Pupila externa: 6mm
- Alívio ocular: 80mm
- Limitação da resolução óptica: 12 SOA
- Fonte de alimentação para iluminação do retículo: 1 bateria AA
- Peso: 0,6kg
- Dimensões totais: (C x L x A): 375 x 70 x 132 milímetros

### Acessórios

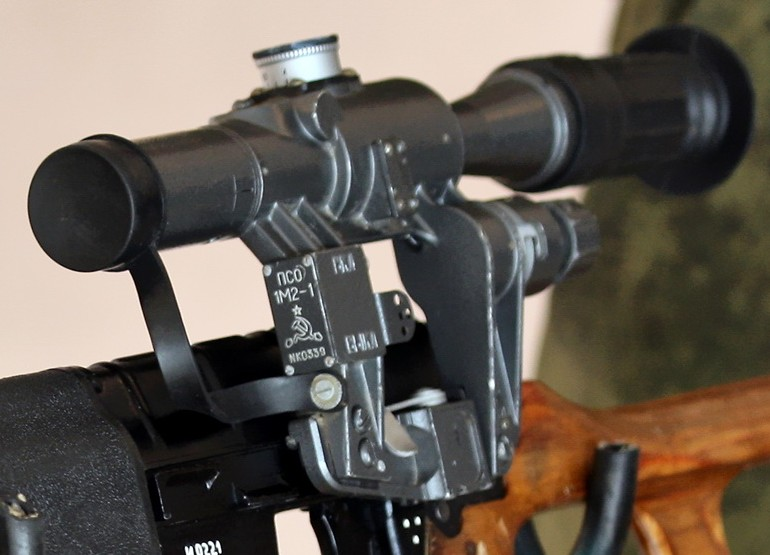
Vista frontal mostrando a designação PSO-1M2-1.

O PSO-1 é fornecido com um para-sol que pode ser acoplado à ocular para reduzir ou eliminar o prejuízo à qualidade da imagem por luz difusa e um estojo de transporte para proteger a luneta durante o transporte e armazenamento. Todos os pacotes de luneta devem conter os itens listados em “Pacote Padrão”, e o fabricante, a seu critério ou a pedido do cliente, também pode incluir itens dos “Acessórios Opcionais”.
Pacote Padrão
- Luneta com retículo iluminado – 1
- Ocular de borracha – 1
- Manual – 1
- Estojo de transporte – 1

Acessórios Opcionais
- Filtros de luz – 1
- Placa de montagem – 1
- Ocular de borracha – 1
- Bateria fria – 1

A luneta geralmente vinha com um manual de instruções que incluía um certificado afirmando que a mira óptica tinha garantia de funcionamento por um determinado número de anos. O modelo da fábrica Zenit-Belomo, por exemplo, afirma que suas lunetas PSO-1 têm garantia de 6.000 disparos e/ou seis anos e meio se a SVD Dragunov for usada de acordo com os métodos descritos no manual do proprietário. Isso não significa que a luneta dura apenas 6.000 disparos, apenas que tem garantia de funcionamento por esse período e pode precisar de manutenção após o referido período.

## Torre de elevação de compensação de queda da bala
A torre de elevação do PSO-1 possui compensação de queda da bala (em inglês:  Bullet drop compensation, BDC) em incrementos de 50 metros (55 yd) ou 100 metros (109 yd) para atingir alvos dos tipos ponto e tipo área em distâncias de 100 metros (109 yd) até 1 000 metros (1 094 yd). Em distâncias maiores o atirador deve usar as divisas que mudariam a trajetória em 100 metros (109 yd) por cada divisa. O recurso BDC deve ser ajustado na fábrica para a trajetória balística específica de uma combinação específica de fuzil e cartucho em uma densidade de ar predefinida. Erros inevitáveis induzidos pela BDC ocorrerão se as circunstâncias ambientais e meteorológicas se desviarem das circunstâncias para as quais a BDC foi calibrada. Os atiradores podem ser treinados para compensar esses erros.
Além da elevação BDC (controle de ajuste vertical) do retículo, a deriva do vento (controle de ajuste horizontal) do retículo também pode ser facilmente ajustado pelo usuário sem a necessidade de remover as tampas da torre.

## Retículo

O retículo de telêmetro do padrão PSO-1. O canto inferior esquerdo pode ser usado para determinar a distância de um alvo de 1,70m de altura.

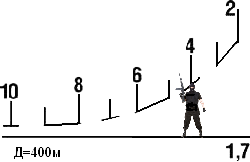
Uma pessoa de 1,70m de altura mediu corretamente a 400 m.

O PSO-1 possui um retículo com elementos "flutuantes" projetados para uso em estimativa de alcance e compensação de queda e desvio da bala (ver balística externa). O "chevron" central superior (^) é usada como marca de mira principal. As marcas horizontais são para correções de vento e avanço e também podem ser usadas para fins de alcance.
À esquerda está um telêmetro estadiamétrico que pode ser usado para determinar a distância de objetos ou pessoas de 1,70 metros (6,9 in) de altura a partir de 200 metros (219 yd) (2) a 1 000 metros (1 094 yd) (10). Para isso, a parte mais baixa do alvo é alinhada na linha horizontal inferior. Onde o topo do alvo toca a linha curva superior, a distância pode ser determinada. Este desenho de retículo também é usado em várias outras miras telescópicas produzidas e usadas por outros antigos Estados-membros do Pacto de Varsóvia.
As três divisas inferiores no centro são usadas como pontos de apoio para atingir alvos em áreas além de 1 000 metros (1 094 yd) - a configuração máxima de alcance da BDC no tambor de elevação. O usuário deve definir a torre de elevação para 1 000 metros (1 094 yd) e, em seguida, aplicar as divisas para 1 100 metros (1 203 yd), 1 200 metros (1 312 yd) ou 1 300 metros (1 422 yd) respectivamente.
As 10 marcas de retículo no plano horizontal podem ser usadas para compensar o vento ou alvos móveis e também podem ser usadas para fins adicionais de telêmetro estadiamétrico, uma vez que são espaçadas em intervalos de 1 milirradiano, ou seja, se um objeto estiver a 5m de largura, aparecerá 10 hashmarks de largura em 500m. O retículo pode ser iluminado por uma pequena lâmpada alimentada por bateria.

## Sistema de montagem

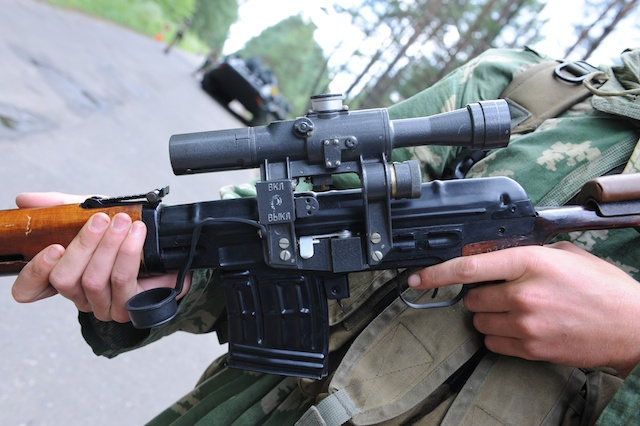
O sistema de montagem do PSO-1.

A montagem de propriedade da mira telescópica é ajustável para tensão na montagem da mira telescópica do fuzil SVD. Este trilho lateral é um tipo de trilho em cauda de andorinha conhecido como trilho do Pacto de Varsóvia, que possui partes recortadas para reduzir o peso e permitir uma instalação mais fácil. A montagem em trilho lateral é uma montagem deslocada que posiciona o eixo da luneta PSO-1 no lado esquerdo em relação ao eixo central do receptáculo. A montagem possui uma porca acastelada que é aparafusada na parte inferior da alavanca de trancamento. A parte com mola da braçadeira deve ser pressionada para apertar ou afrouxar a porca castelo conforme necessário. Como resultado, o soldado pode remover e anexar rapidamente a óptica e manter as lunetas zeradas.
A mira telescópica é combinada de fábrica com o fuzil, gravando o número de série da luneta na coronha do fuzil SVD. Os fuzis Tigr russos comerciais (baseados no fuzil militar SVD) têm o número de série do fuzil gravado na montagem lateral da mira telescópica PSO-1M2.

## Variantes
O PSO-1M2-1 usado no VSS Vintorez e AS VAL apresenta um retículo exclusivo e torre de elevação calibrada para o cartucho 9×39mm. O retículo possui um telêmetro estadiamétrico, variando até 400 metros e uma única divisa como ponto de mira com linhas verticais de estádio para sustentação do ajuste do vento. O PSO-1M2-1 também foi fabricado em versão para cartucho intermediário 7,62×39mm, que possui tambor de alcance marcado para até 1.000 metros. Esta versão tem um telêmetro métrico para estádios de 400m marcado como 1,7m. O POSP é uma variante comercial que apresenta vários retículos, torres de vento e elevação, montagens, ampliação e variações do corpo e lentes utilizadas. Vários russos e bielorrussos fabricam essas ópticas com o mesmo nome.